# Огородная слобода
Огоро́дная слобода́ — одна из московских слобод. Существовала в XVII веке.

Особняк Высоцких — красивейшая достопримечательность Огородной слободы; внизу — вид с запада

Огородная слобода располагалась в Москве на территории современного Басманного района, между нынешними улицами Мясницкой и Покровкой, и ограничивалась современными Бульварным и Садовым кольцами. Слободу населяли огородники, поставлявшие к царскому двору различные свежие овощи и фрукты, часть из которых выращивалась в «содилах» (парниках). Наибольшим спросом пользовались капуста, огурцы и яблоки, кроме того здесь культивировались морковь, лук, редька, чеснок, свёкла. Выращивались даже арбузы и дыни. Застройка района не была плотной из-за большого массива огородов и садов.
Огородная слобода в XVII веке была одна из крупнейших в Москве и насчитывала 174 двора (в 1638 году), к 1679 году их количество значительно увеличилось (373 двора). Слободу обслуживали три прихода — Харитония Исповедника (центр слободы), Николы в Мясниках и Трёх Святителей. От храма Харитония Исповедника, известного с 1625 года, произошли названия нынешних Большого и Малого Харитоньевских переулков. Храм, находившийся по нынешнему адресу Большой Харитоньевский пер., д. 12, долгое время был единственным каменным строением в слободе. Церковь Трёх Святителей, упоминаемая с 1635 года, была перестроена в 1680 году как каменная.
Со второй половины XVII века слобода активно заселялась купцами, представителями высшего духовенства, московской знатью (сохранились палаты боярина Волкова). Причиной этого могла быть располагавшаяся рядом Мясницкая улица, которая при Петре I служила царской дорогой. По ней государь часто ездил из Кремля в Немецкую слободу.
В XVIII-XIX веках местность бывшей слободы получила название Огородники. В 1993 году переулок Стопани, известный до 1922 года как Чудовский, был переименован в переулок Огородная Слобода.